# Nordlig myrlämmel
Nordlig myrlämmel (Synaptomys borealis) är en däggdjursart som först beskrevs av Richardson 1828.  Synaptomys borealis ingår i släktet myrlämlar, och familjen hamsterartade gnagare. IUCN kategoriserar arten globalt som livskraftig. Inga underarter finns listade.

## Utseende
Denna myrlämmel blir 102 till 150 mm lång, inklusive en 15 till 30 mm lång svans. Den har 14 till 22 mm långa bakfötter och 11 till 15 mm långa öron. Vikten varierar mellan 21,7 och 48 g. Arten har en grov och fransig päls på ovansidan som är gråbrun till kastanjebrun. Undersidan är täckt av ljusgrå päls och dessutom är svansen uppdelad i en brun ovansida samt en vit undersida. Honor har två par spenar på bröstet och två par nära ljumsken. Honor av Synaptomys cooperi har däremot bara tre par spenar. Nordlig myrlämmel saknar dessutom fullständiga trekantiga knölar på molarerna i underkäken. På hannarnas kroppssidor kan det finnas en liten fläck med vitt hår som täcker en körtel. Liksom hos den andra arten i samma släkte förekommer en blek orangebrun fläck vid öronen.
Tandformeln är I 1/1 C 0/0 P 0/0 M 3/3, alltså 16 tänder. På framsidan av de övre framtänderna finns breda rännor. Den yttre kanten av de övre kindtänderna samt den inre kanten av de nedre kindtänderna lutar starkt inåt.

## Utbredning och habitat
Denna gnagare förekommer i Nordamerika. Utbredningsområdet sträcker sig över nästan hela tempererade delen av Kanada, över södra Alaska och över vissa nordliga delstater av övriga USA. Habitatet utgörs av träsk eller andra fuktiga områden med gräs, buskar eller träd som vegetation.
I bergstrakter når nordlig myrlämmel ibland 2300 meter över havet.

## Ekologi
Arten skapar stigar genom att trampa på den låga växtligheten och den använder stigar som skapades av andra sorkar. Nordlig myrlämmel kan vara aktiv på dagen och på natten. Den skapar bon av ihop flätat gräs som placeras i växtligheten på marken eller i underjordiska håligheter. Under vintern ligger håligheterna i snön.
Enligt undersökningar av artens avföring äter den gräs, halvgräs, arter av bräckesläktet och arter av fingerörtssläktet. Arten kan även äta Kalmia microphylla som är giftig för andra ryggradsdjur. Djuret har flera olika fiender som rovlevande fåglar, mårddjur och rävar.
Honor kan ha flera kullar mellan maj och september. Per kull föds 2 till 9 ungar, oftast 4 eller 5. Redan en dag efter födelsen kan honan para sig igen. Uppskattningsvis varar dräktigheten tre veckor. Unga nordliga myrlämlar blir könsmogna efter 5 till 6 veckor.